# Jayanagar (Kapilvastu)
Jayanagar (nep. जयनगर) – gaun wikas samiti w zachodniej części Nepalu w strefie Lumbini w dystrykcie Kapilvastu. Według nepalskiego spisu powszechnego z 2001 roku liczył on 987 gospodarstw domowych i 5668 mieszkańców (2826 kobiet i 2842 mężczyzn).